# Hunnebergsgatan

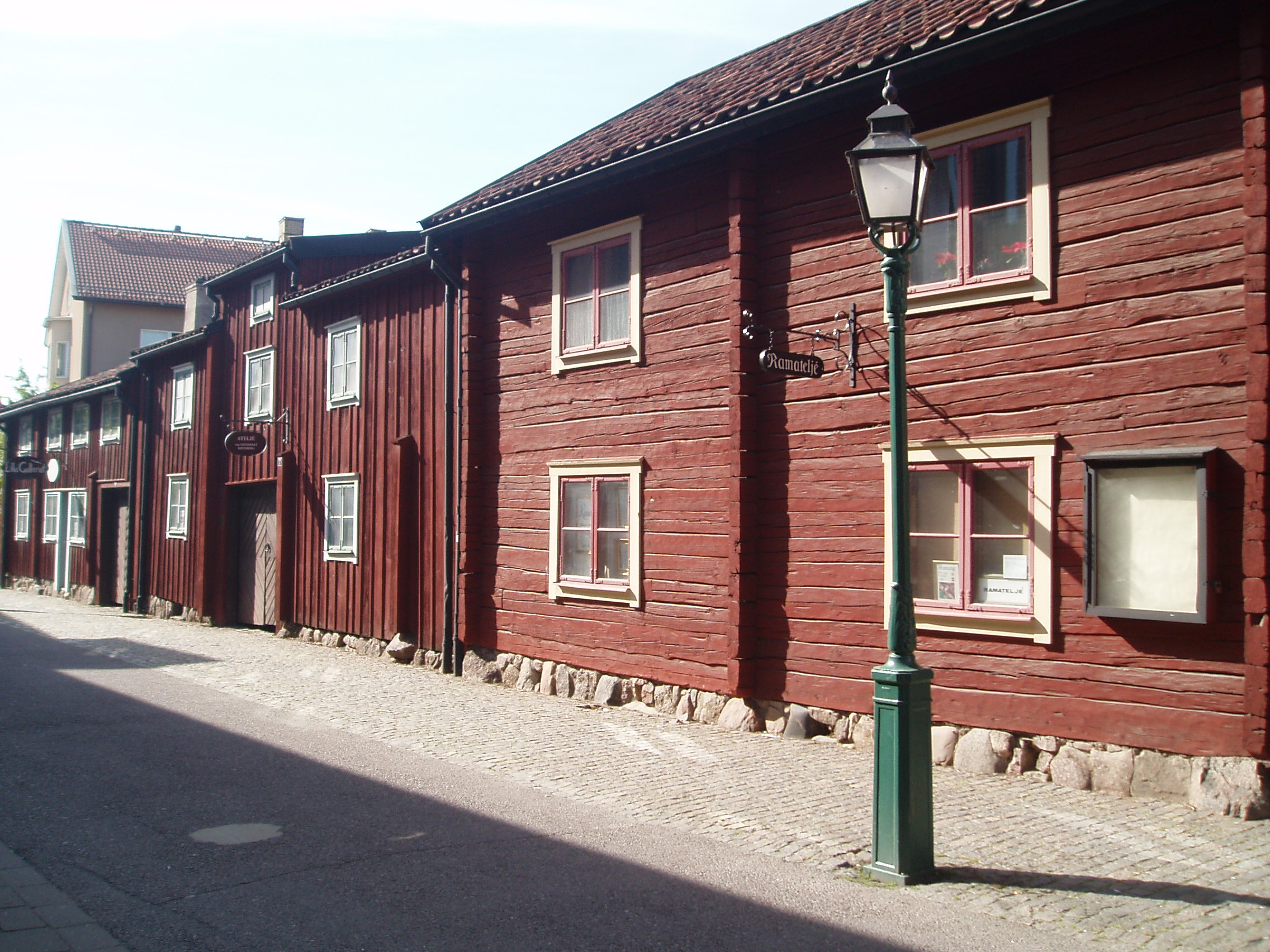
Hunnebergsgatan 5, 7 och 9 hör till Linköpings äldre trähusbebyggelse.

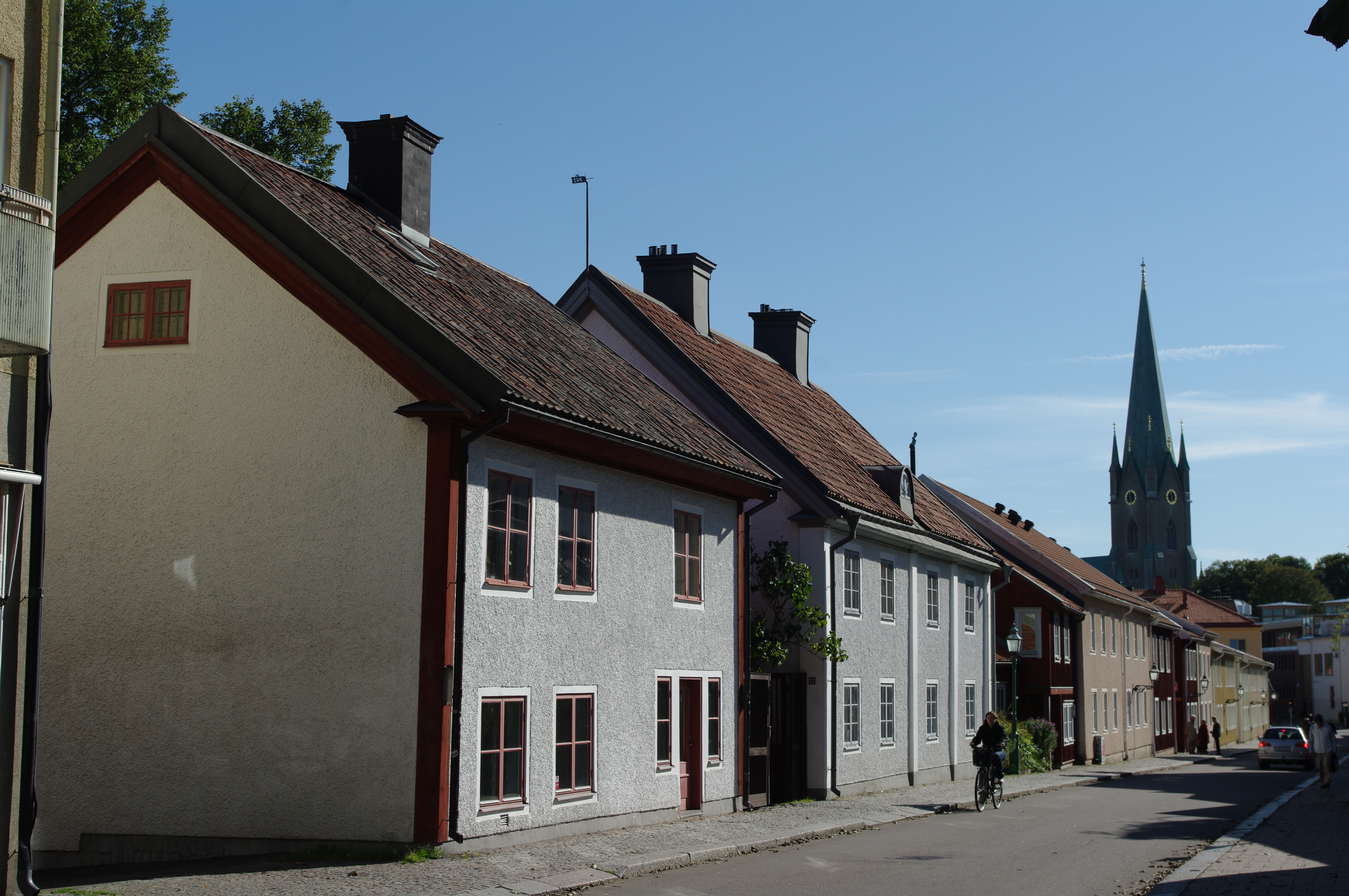
Gathusen till stadsgårdarna på Hunnebergsgatan 25 och 27.

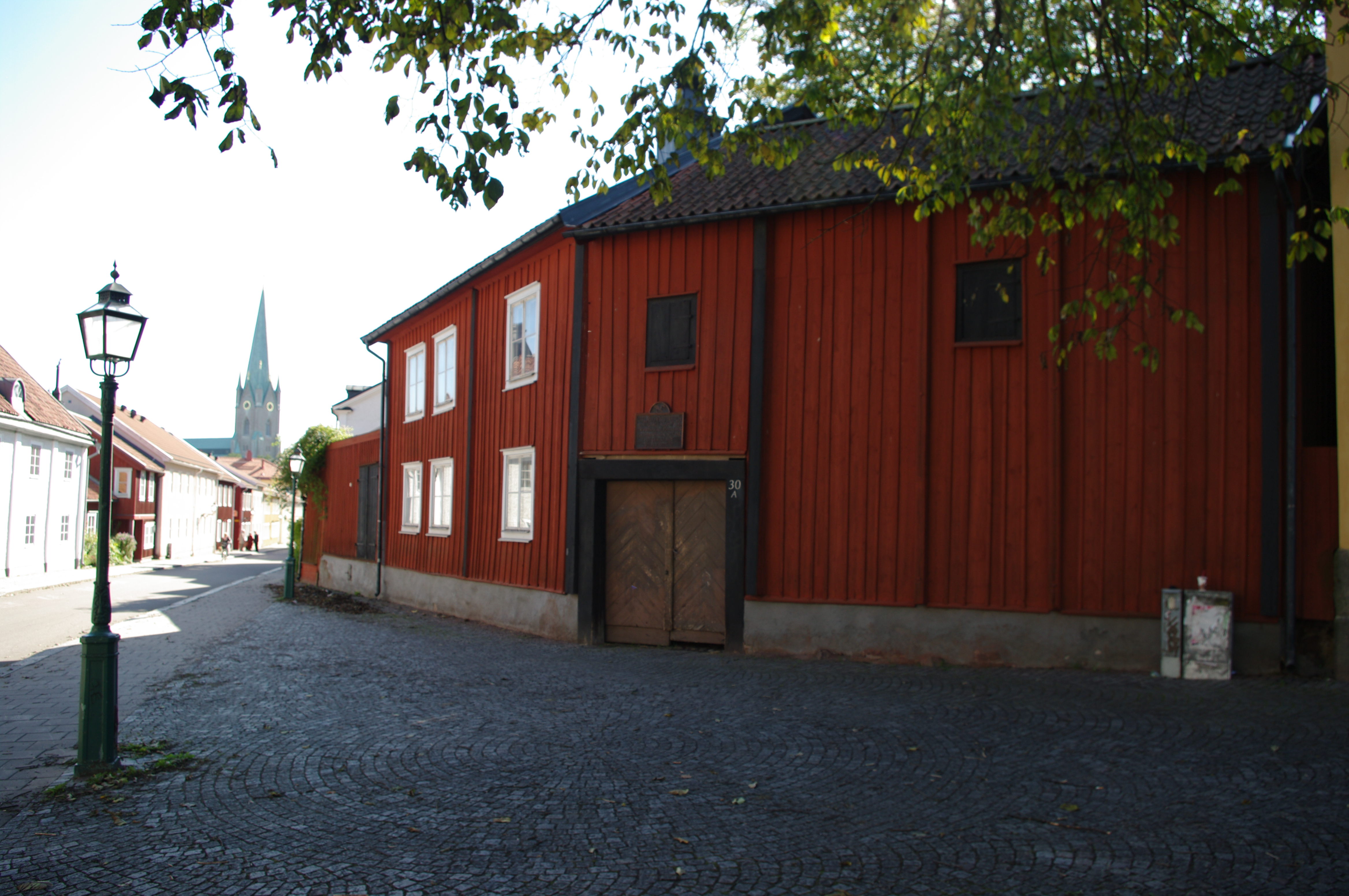
Onkel Adamsgården och Hunnebergsgatan sett från väster. I fonden Linköpings domkyrka.

Hunnebergsgatan i Linköping är en av stadens äldsta gator. Det var den medeltida infarten till staden från väster.
Hunnebergsgatans sträckning går idag från Ågatan och Konsistoriehuset nära Linköpings domkyrka till Gottfridsbergsskolan i väster. På Hunnebergsgatan finns bebyggelse bevarad sedan stadsbranden 1700. Bland annat trähusen på nr 5–9, stadsgårdarna 25–27, Tullstugan och Onkel Adamsgården, uppkallad efter regementsläkaren Carl Anton Wetterbergh.